# Bergtukaner
Bergtukaner (Andigena) är ett litet släkte med fåglar i familjen tukaner inom ordningen hackspettartade fåglar som förekommer i Anderna i Sydamerika från Venezuela till Bolivia.
Släktet bergtukaner omfattar fyra arter:
- Gråbröstad bergtukan (A. hypoglauca)
- Bleknäbbad bergtukan (A. laminirostris)
- Kapuschongbergtukan (A. cucullata)
- Svartnäbbad bergtukan (A. nigrirostris)